# Hugo IX van Lusignan
Hugo IX van Lusignan (ca. 1165 — Damietta, 5 november 1219), bijgenaamd "Le Brun" (de Bruine), was heer van Lusignan tussen 1172 en 1219.

## Biografie
Hugo IX van Lusignan werd geboren als de kleinzoon van heer Hugo VIII van Lusignan. Zijn vader was getrouwd met een vrouw die Orengarde heette, maar hij overleed al in 1169. Drie jaar later werd hij heer van Lusignan. Hij maakte deel uit van het gevolg van Richard I van Engeland tijdens de Derde Kruistocht. Na zijn terugkeer in Frankrijk in 1193 probeerde hij het graafschap La Marche te verkrijgen, zonder enig succes. Hier slaagde hij uiteindelijk wel in onder het koningschap van Jan zonder Land in 1200. In datzelfde jaar huwde de Engelse koning met Isabella van Angoulême, met wie Hugo IX aanvankelijk verloofd was. Met de hulp van Filips II van Frankrijk klaagde hij Jan in 1204 aan en kwam in opstand tegen hem. Hij bleef oorlog voeren tegen de Engelse koning tot diens dood in 1216.
Vervolgens nam Hugo IX in 1217 deel aan de Vijfde Kruistocht en nam hij deel aan het beleg van Damietta. Tijdens de inname van de stad na een beleg van twintig maanden sneuvelde Hugo. Hij werd na zijn dood opgevolgd door zijn zoon Hugo X.

## Huwelijk en kinderen
De eerste vrouw van Hugo IX van Lusignan was waarschijnlijk Agathe de Preuilly, hun huwelijk werd uiteindelijk geannuleerd in 1189, zij kregen een dochter: 
- Agatha, gehuwd met Godfried V van Pons

Vervolgens huwde hij met Mathilde van Angoulême, dochter van Wulgrin III van Angoulême, en zij kregen samen een zoon:
- Hugo X, heer van Lusignan en graaf van La Marche, in de lente van 1220 getrouwd met Isabella van Angoulême[2]

## Voorouders
| Voorouders van Hugo IX van Lusignan (1165-1219) | Voorouders van Hugo IX van Lusignan (1165-1219)                      | Voorouders van Hugo IX van Lusignan (1165-1219)                      | Voorouders van Hugo IX van Lusignan (1165-1219)                      | Voorouders van Hugo IX van Lusignan (1165-1219)                      | Voorouders van Hugo IX van Lusignan (1165-1219) | Voorouders van Hugo IX van Lusignan (1165-1219) | Voorouders van Hugo IX van Lusignan (1165-1219) | Voorouders van Hugo IX van Lusignan (1165-1219) |
| ----------------------------------------------- | -------------------------------------------------------------------- | -------------------------------------------------------------------- | -------------------------------------------------------------------- | -------------------------------------------------------------------- | ----------------------------------------------- | ----------------------------------------------- | ----------------------------------------------- | ----------------------------------------------- |
| Overgrootouders                                 | Hugo VII van Lusignan (1065-1151) ∞ ? Sarassine van Lezay (- 1144)   | Hugo VII van Lusignan (1065-1151) ∞ ? Sarassine van Lezay (- 1144)   | Godfried I van Rancon (-1153) ∞ Fossifia (-)                         | Godfried I van Rancon (-1153) ∞ Fossifia (-)                         | ? (–) ∞ ? (-)                                   | ? (–) ∞ ? (-)                                   | ? (–) ∞ ? (-)                                   | ? (–) ∞ ? (-)                                   |
| Grootouders                                     | Hugo VIII van Lusignan (1106-1173) ∞ ? Bourgogne van Rancon (- 1169) | Hugo VIII van Lusignan (1106-1173) ∞ ? Bourgogne van Rancon (- 1169) | Hugo VIII van Lusignan (1106-1173) ∞ ? Bourgogne van Rancon (- 1169) | Hugo VIII van Lusignan (1106-1173) ∞ ? Bourgogne van Rancon (- 1169) | ? (–) ∞ ? (-)                                   | ? (–) ∞ ? (-)                                   | ? (–) ∞ ? (-)                                   | ? (–) ∞ ? (-)                                   |
| Ouders                                          | Hugo (1141-1169) ∞ ? Orengarde (- 1169)                              | Hugo (1141-1169) ∞ ? Orengarde (- 1169)                              | Hugo (1141-1169) ∞ ? Orengarde (- 1169)                              | Hugo (1141-1169) ∞ ? Orengarde (- 1169)                              | Hugo (1141-1169) ∞ ? Orengarde (- 1169)         | Hugo (1141-1169) ∞ ? Orengarde (- 1169)         | Hugo (1141-1169) ∞ ? Orengarde (- 1169)         | Hugo (1141-1169) ∞ ? Orengarde (- 1169)         |